# 佩雷鲁
佩雷鲁（葡萄牙語：Pereiro）是巴西塞阿拉州的一个市镇。总面积432.881平方公里，总人口15681人，人口密度36.2人/平方公里。